# 無医村に花は微笑む
『無医村に花は微笑む』（むいそんにはなはほほえむ）は2006年1月27日の21:00〜22:52に、フジテレビ系列「金曜エンタテイメント」枠内で放送されたテレビドラマ。
無医村だった岩手県田野畑村に赴任し国民健康保険直営診療所医師として地域医療に尽力した実在の医師・将基面誠（しょうぎめん・まこと）の実話のドラマ化である。

## あらすじ
千葉県がんセンター婦人科医長の将基面誠は医師として現在の境遇に疑問を抱き、無医村の岩手県田野畑村に行くことを決意。妻の春代も苦渋の末、夫に同意した。その直後、春代が白血病に倒れ、誠は田野畑行きを断念しようとするが、誠の夢を実現させるという春代の強い思いに押され、一家は田野畑村に移住する。ところが、誠の医療方針に対する村人の無理解、春代の白血病の悪化と、次々と困難が降りかかる。それでも誠は「人間を診る」信念の医療で村を変えていく。

## キャスト
- 将基面誠：三浦友和
- 将基面春代（誠の妻）：伊藤蘭
- 中嶋久雄（田野畑村 事務長）：相島一之
- 石井啓一（医師・春代の兄）：江藤潤
- 中村（漁師）：河原さぶ
- 中村加寿子：佐藤智美
- 工藤：小嶋尚樹
- 工藤美津子：相元晴名
- 内藤稔（千葉県がんセンター医師・誠の同僚）：石丸謙二郎
- 根本洋子（看護婦）：重田千穂子
- 中牧菊子（看護婦）：青木麻由子
- 畠山幸子（保健師）：武藤令子
- 川畑フキエ（末期がん患者）：志水季里子
- 川畑時雄（フキエの夫）：浅見小四郎
- 栗原暁（宮古病院 院長）：山西道広
- 佐々木シヲ：鷲尾真知子
- 早野仙平（田野畑村 村長）：寺田農
- 武田大和、あべかつのり、山口光子、森田美樹子、芹口康孝、和田有由、才藤了介、恭平、上森寛元、伊藤大貴、神谷隼也人、飯塚駿、山口衛、小山修、金井竜翔、植田甲人、飯田美妃

## スタッフ
- 原案：将基面誠「無医村に花は微笑む―亡き妻が遺した「花笑みの村」での村医十九年」（ごま書房）
- 脚本：いとう斗士八
- 演出：榎戸耕史
- 音楽：坂田晃一
- ロケ協力：岩手県田野畑村、岩手県、水海道フィルムコミッション、千葉県がんセンター　ほか
- 医事監修：高木敏之
- 医事指導：増田進
- 技術協力：東通
- 美術協力：東宝映像美術、京映アーツ
- フジテレビ編成企画：保原賢一郎、熊谷剛
- プロデュース：仁平知世
- 製作：フジテレビ、東宝